# جمية
الجُمِية أو الجميمة أو الحُزَمِيَّة أو الوَبيرَة (باللاتينية: Phacelia) جنس نباتي ينتمي للفصيلة الحمحمية. يضم هذا الجنس حوالي 200 نوع من الأعشاب موطن معظمها ولاية كاليفورنيا في غرب الولايات المتحدة.

## من أنواعه
- الجُمِية الأرجوانية (باللاتينية: Phacelia purpusii)
- الجُمِية الأسدية (باللاتينية: Phacelia leonis)
- الجُمِية الثلمية (باللاتينية: Phacelia crenulata)
- الجُمِية الجبلية الجنوبية (باللاتينية: Phacelia austromontana)
- الجُمِية الجرسية (باللاتينية: Phacelia campanularia)
- الجُمِية الجزيرية (باللاتينية: Phacelia insularis)
- الجُمِية الحامية (باللاتينية: Phacelia thermalis)
- الجُمِية الحريرية (باللاتينية: Phacelia sericea)
- الجُمِية الخبازية الأوراق (باللاتينية: Phacelia malvifolia)
- الجُمِية الخطية (باللاتينية: Phacelia hastata)
- الجُمِية الرمادية (باللاتينية: Phacelia grisea)
- الجُمِية الرمحية (باللاتينية: Phacelia linearis)
- الجُمِية الزرقاء (باللاتينية: Phacelia parryi)
- الجُمِية الساجدة (باللاتينية: Phacelia curvipes)
- الجُمِية الشعرية (باللاتينية: Phacelia ciliata)
- الجُمِية الصغيرة (باللاتينية: Phacelia minor)
- الجُمِية الطويلة (باللاتينية: Phacelia procera)
- الجُمِية العريضة الأوراق (باللاتينية: Phacelia platyloba)
- الجُمِية الغابية (باللاتينية: Phacelia nemoralis)
- الجُمِية الفضية (باللاتينية: Phacelia argentea)
- الجمية الكاليفورنية (باللاتينية: Phacelia californica)
- الجُمِية الكبيرة الأزهار (باللاتينية: Phacelia grandiflora)
- الجُمِية الكثيرة الأزهار (باللاتينية: Phacelia floribunda)
- الجُمِية المتفرعة (باللاتينية: Phacelia racemosa)
- الجُمِية المستديرة الأوراق (باللاتينية: Phacelia rotundifolia)
- الجُمِية المهملة (باللاتينية: Phacelia neglecta)
- الجُمِية الموهافية (باللاتينية: Phacelia mohavensis)
- جمية الوادي (باللاتينية: Phacelia dalesiana)